# Legio
Legio (grec antic: Λεγεών) fou una ciutat de Palestina esmenta per Eusebi i Sant Jeroni. Fou una ciutat cananea que va passar a la tribu de Manasès queden propera al límit d'Isacar. Va seguir la història d'Israel, i va passar a Roma i després als musulmans. Sota aquests i els otomans es va dir Al-Lejjun i fou una estació de caravanes entre Egipte i Damasc.